# Higashisonogi
Higashisonogi (jap. 東彼杵町 Higashisonogi-chō) – miasto w Japonii, na wyspie Kiusiu, w prefekturze Nagasaki. Według danych na rok 2020 miejscowość zamieszkiwało 7 721 mieszkańców , a gęstość zaludnienia wyniosła 103,9 os./km².